# Sonnberg im Mühlkreis
Sonnberg im Mühlkreis là một đô thị thuộc huyện Urfahr-Umgebung thuộc bang Oberösterreich, Áo. Đô thị Sonnberg im Mühlkreis có diện tích 13 km², dân số thời điểm năm 2006 là 808 người.